# Dilophus trisulcatus
Dilophus trisulcatus är en tvåvingeart som beskrevs av Macquart 1838. Dilophus trisulcatus ingår i släktet Dilophus och familjen hårmyggor. Inga underarter finns listade i Catalogue of Life.